# Rhea
Rhea Brisson, 1760 è un genere di grossi uccelli sudamericani incapaci di volare, noti come nandù (secondo la pronuncia spagnola/guaranì,  gnandù / ñandú). È l'unico genere vivente della famiglia Rheidae e dell'ordine Rheiformes.

## Sistematica
Comprende 2 specie e 8 sottospecie:
- Rhea americana (Linnaeus, 1758) - nandù comune 
  - Rhea americana americana (Linnaeus, 1758)
  - Rhea americana albescens Lynch & Holmberg, 1878
  - Rhea americana araneipes Brodkorb, 1939
  - Rhea americana intermedia Rothschild & Chubb, 1914
  - Rhea americana nobilis Brodkorb, 1939
- Rhea pennata d'Orbigny, 1834 - nandù di Darwin
  - Rhea pennata pennata d'Orbigny, 1834
  - Rhea pennata garleppi (Chubb, 1913)
  - Rhea pennata tarapacensis (Chubb, 1913)

Sono note inoltre le seguenti specie fossili:
- Rhea fossilis Moreno et Mercerat, 1891 †
- Rhea pampeana Moreno et Mercerat, 1891 †
- Rhea subpampeana Moreno et Mercerat, 1891 †